# Сіачен
35°11′55″ пн. ш. 77°12′05″ сх. д. / 35.19861° пн. ш. 77.20139° сх. д.
Сіачен або Сіячен (सियाचिन ग्लेशियर, سیاچن گلیشیر) — найбільший льодовик Каракоруму. Територія льодовика контролюється Індією.
Льодовик Сіачен лежить у межах східного Каракоруму в Гімалаях, розташований на північний-схід від точки NJ9842, де закінчується лінія контролю між Індією і Пакистаном. Завдовжки близько 70 км, це найдовший льодовик в Каракорумі і другий за довжиною в неполярних районах світу. Льодовик Сіачен завдовжки 70 км, а в Таджикистані льодовик Федченка має 77 км. Другим за довжиною в горах Каракоруму є льодовик Біафо (близько 63 км). Сіачен простягається з висоти 5753 м над рівнем моря на його верхівці поблизу перевалу Індіра на кордоні з Китаєм до 3620 м на його кінці.

Льодовик Сіачен є джерелом річки Нубра, яка пізніше впадає до річки Шайок.

Льодовик розташований у витоках річки Шайок (басейн Інду). Джерело річки Нубра (права притока річки Шайок). Льодовик дендритовий (деревоподібного типу, із численними притоками). У період між 1848 (рік відкриття льодовика) і 1909 наступав; повторний наступ — в 1950-х.
Льодовик Сіачен розташований безпосередньо на південь від великого вододілу, який відокремлює Євразійську плиту від Індійського субконтиненту в широко заледенілій частині Каракоруму, яку іноді називають «Третім полюсом». Середні зимові снігопади становлять 10,5 м, а температура може опуститися до -50 °C. Включаючи всі притоки, система льодовика Сіачен охоплює близько 700 км².